# Ostrów (rejon samborski)
Ostrów (ukr.  Острів) – wieś na Ukrainie w rejonie samborskim obwodu lwowskiego.

## Historia
Pod koniec XIX w. wieś w powiecie rudeckim.